# Mes voisins les Yamada
Pour l'adaptation, voir Mes voisins les Yamada (film).
Autre
Mes voisins les Yamada (ホーホケキョ となりの山田くん, Hōhokekyo Tonari no Yamada-kun) est une série manga japonaise de Hisaichi Ishii publiée entre 1991 et 1997 dans le quotidien Asahi Shinbun. La série prend ensuite le nom du personnage principal, Nono-chan (ののちゃん), à la suite du succès grandissant de cette dernière, et reste en cours de parution.
Le manga se présente sous forme de comic strips humoristiques de quatre cases se lisant de haut en bas, appelés yonkoma. Dans un style épuré, Hisaichi Ishii nous conte le quotidien de la famille Yamada.
La série a été adaptée en un film d'animation réalisé par Isao Takahata et produit par le Studio Ghibli en 1999, sous le titre d'origine, ainsi qu'en série d'animation de soixante-et-un épisodes sous le titre Nono-chan, produite par Toei Animation et diffusée entre 2001 et 2002 sur la chaîne TV Asahi au Japon.

## Publication
En 2009, les éditions françaises Delcourt proposent l'œuvre d'Hisaichi Ishii en trois tomes dans la collection Shampooing, sous le titre Mes voisins les Yamada.

## Personnages
Nonoko Yamada (山田のの子)
Nonoko est le personnage principal de la série. Très sociable, elle se bat pour rester dans le bas du classement à l'école.
Matsuko Yamada (山田まつ子, Yamada Matsuko)
Mère de famille, femme au foyer. Elle s’inquiète sans arrêt de trouver quelque chose à faire à manger, qui finit souvent en riz avec quelque chose ressemblant à du curry.
Takashi Yamada (山田たかし, Yamada Takashi)
Père de famille, un employé de bureau ordinaire. Contrairement à sa femme et sa fille, il travaille dur. Sa voiture est en très mauvais état, et il est passionné de pachinko et de golf.
Noboru Yamada (山田のぼる, Yamada Noboru)
Fils aîné, lycéen. Il est très bon en sociologie, mais a du mal avec les autres matières.
Shige Yamano (山野しげ, Yamano Shige)
Mère de Matsuko et grand-mère de Nonoko et Nooru. Elle a 70 ans, est très énergique mais têtue.

## Volumes
1. Hisaichi Ishii (trad. du japonais), Mes voisins les Yamada, vol. 1, Paris, Delcourt-Akata, 15 avril 2009, 349 p. (ISBN 978-2-7560-1451-7, présentation en ligne)[1],[2].
2. Hisaichi Ishii (trad. du japonais), Mes voisins les Yamada, vol. 2, Paris, Delcourt-Akata, 19 aout 2009, 349 p. (ISBN 978-2-7560-1452-4, présentation en ligne)[1],[2].
3. Hisaichi Ishii (trad. du japonais), Mes voisins les Yamada, vol. 3, Paris, Delcourt-Akata, 10 octobre 2009, 350 p. (ISBN 978-2-7560-1453-1, présentation en ligne)[1],[2].

## Adaptations

### Film d'animation
En 1999, un film d'animation adaptant la série est réalisé par Isao Takahata  et produit par le Studio Ghibli. Il connaît un relatif échec après le grand succès remporté par les précédents films du Studio Ghibli et du réalisateur.